# WinRAR
WinRAR је програм за компресију података који је развио Евгени Рошал. Може да креира и прегледава архиве у RAR или ZIP форматима. и распакује бројне формате архивских датотека. Подржава стварање шифрованих, вишеделних и самораспакујућих архива.
Може се користити само за Microsoft Windows, а постоји и андроид апликација под називом RAR Android. Софтвер се може користити 40 дана бесплатно, пре куповине. У Кини је издање бесплатно, од 2015. године.